# Libnotes (Goniodineura) immetata
Libnotes (Goniodineura) immetata is een tweevleugelige uit de familie steltmuggen (Limoniidae). De soort komt voor in het Oriëntaals gebied.